# Tigriscápa
A tigriscápa (Galeocerdo cuvier) a porcos halak (Chondrichthyes) osztályának kékcápaalakúak (Carcharhiniformes) rendjébe, ezen belül a kékcápafélék (Carcharhinidae) családjába tartozó faj. Nemének egyetlen élő képviselője és egyben a típusfaja, amely körülbelül 23 millió éve, az úgynevezett miocén kor elején jelent meg.
Az óceánok és tengerek egyik nagytestű ragadozó hala, melynek hossza akár az öt métert is meghaladhatja. A Föld számos trópusi és mérsékelt övi tengervizében fellelhető, főleg a Csendes-óceán középső részén fekvő szigetek környékén. A tigriscápa a „tigris” elnevezést a testén látható sötét csíkozásokról kapta – hiszen ez a szárazföldi macskafélére emlékeztet. Ezek a csíkok a porcos hal korának előrehaladtával egyre halványabbá, elmosódottabbá válnak.
Magányosan él, általában éjszaka vadászik és az összes húsevőcápa közül neki tulajdonítják a legváltozatosabb étrendet. Táplálékai közé tartoznak a következőek: rákok, csontos halak, úszólábúak, madarak, kalmárok, tengeri teknősök, tengerikígyó-félék, delfinfélék és akár egyéb cápák is. Arról is híres, hogy ember által alkotott, ehetetlen tárgyakat is felfal. A felboncolt példányok gyomrában számos „szemetet” találtak már a kutatók. Habár a tengerek egyik csúcsragadozójának számít, a tigriscápa időnként a kardszárnyú delfin (Orcinus orca) áldozatává válik. A tigriscápát, mivel uszonyaiért ipari mértékben halásszák, továbbá az úgynevezett sporthorgászok is fogják, a Természetvédelmi Világszövetség (IUCN) mérsékelten fenyegetett fajnak minősítette.

## Neve és rendszertani besorolása
Ezt a cápafajt legelőször 1822-ben François Péron és Charles Alexandre Lesueur francia természettudós írta le, illetve nevezte meg. Ők akkor a Squalus cuvier nevet adták az állatnak. 1837-ben Johannes Peter Müller és Friedrich Gustav Jakob Henle német anatómus és természettudós átnevezte a cápát Galeocerdo tigrinus-ra. A Galeocerdo taxonnév a görög galeos (mely magyarul ’cápá’-t jelent) és a latin cerdus (mely a disznók keményebb szőrzetére utal) szavak összevonásából jött létre. A laikusok gyakran „emberevő cápának” nevezik.
A tigriscápa a legnépesebb cáparendnek, az úgynevezett kékcápaalakúaknak (Carcharhiniformes) az egyik tagja. Ebbe a rendbe több mint 270 faj tartozik, köztük a kis macskacápafélék (Scyliorhinidae) és a jellegzetes megjelenésű pörölycápafélék (Sphyrnidae) is. A rend főbb és közös jellemzői a harmadik, védő szemhéj – azaz pislogóhártya -, két hátúszó, egy farok alatti úszó és öt pár kopoltyú. A családján, azaz a kékcápaféléken (Carcharhinidae) belül a tigriscápa a legnagyobb faj. Ebbe a cápacsaládba közepes és nagytestű fajok tartoznak, melyek karcsú testfelépítésűek, de emellett erőteljes úszók. A tigriscápa mellett ebbe a cáparendbe egyéb közismert cápafajok is tartoznak, például a rend névadója, a kékcápa (Prionace glauca), a citromcápa (Negaprion brevirostris) és a bikacápa (Carcharhinus leucas), ami az édesvizekbe is beúszik.

## Előfordulása

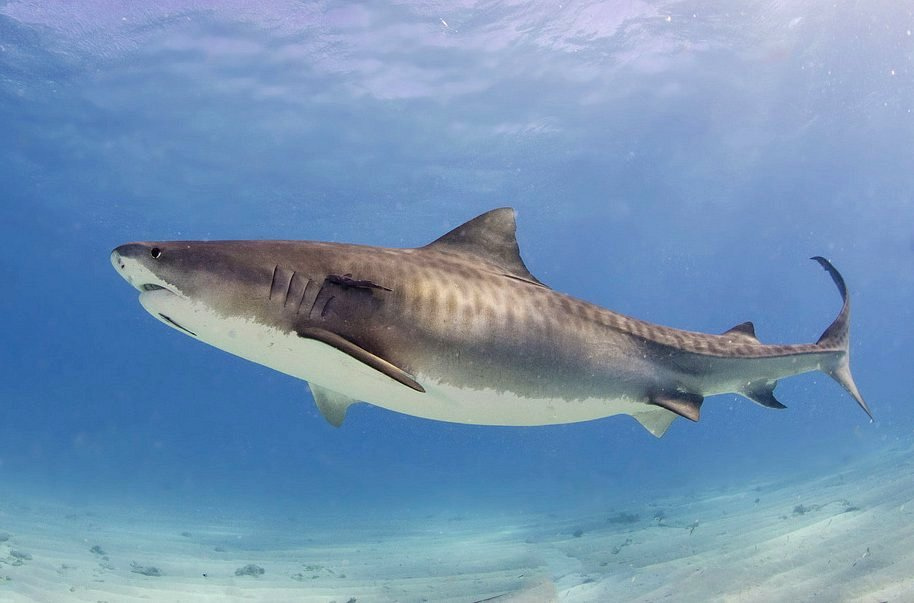
Erőteljes és áramvonalas testének köszönhetően messzire is el tud vándorolni

A tigriscápa gyakran a partok közelében tartózkodik. A Föld számos részén fellelhető, főleg a trópusi és szubtrópusi vizekben található meg. Elsősorban nomád életmódot folytat; a meleg áramlatokat követve vándorol. A hűvösebb hónapok alatt az Egyenlítőhöz és annak közelébe vándorol. Főleg a korallszirtek melletti mélyebb vizekben tartózkodik, de vadászni bemerészkedik a csatornák sekélyebb vizű részeibe is. A Csendes-óceán nyugati felén elterjedésének északi határa Japán, míg déli határa Új-Zéland. Egy a Karib-térségben megjelölt példány felúszott egészen az Amerikai Egyesült Államokban levő massachusettsi Cape Cod-ig, annak ellenére, hogy a faj elsősorban trópusi cápa. Ez a tigriscápa példány, valószínűleg a meleg Golf-áramlat segítségével jutott el ilyen északra; az Atlanti-óceánban, ami előfordulásának a legészakibb területe a nyári vándorlások idején.
A tigriscápának egyéb állományai találhatók a Mexikói-öböl, Észak-Amerika számos partmenti, valamint Dél-Amerika egyes tengervizeinél. A Karib-tengerben nagyon gyakorinak számít. Más helyek, ahol a tigriscápa megfigyelhető, a következők: Afrika mindkét oldala, továbbá Kína, Hongkong, India, Indonézia és Ausztrália tengervizei.
Egyes példányokat 900 méteres mélységben is megfigyeltek már. Más beszámolók szerint ez a cápa olyan sekély vizekbe is kiúszik, melyek akár túlságosan sekélyek ahhoz, hogy egy ekkora méretű cápát fenntartsanak. Egy újabb kutatás szerint a tigriscápa általában 350 méteres mélységben tartózkodik; emiatt a sekély vízben való jelenléte nem mondható gyakorinak. Ettől eltérően Hawaiiban mindössze 3 méter mély vízben is észrevették; itt a partok közelében gyakran előfordul 6-12 méteres mélységben.

## Megjelenése

### Mérete
A tigriscápa hossza átlagosan 3,25–4,25 méter, testtömege átlagosan 385–635 kilogramm. A legnagyobb hímek elérhetik a 4 métert, míg a legnagyobb nőstények meghaladhatják az 5 méteres hosszt és a 900 kilogrammos testtömeget; tehát ennél a fajnál jelen van a nemi kétalakúság. A legnagyobb kifogott nőstény 5,5 méteres és 1524 kilogrammos volt – bár a testtömegét az is befolyásolta, hogy vemhes volt -; ezt a példányt Ausztrália vizeiben találták. Ennél nagyobb példányokról is érkeztek beszámolók, azonban ezek hitelessége megkérdőjelezhető.
A ma élő nagytestű cápák közt, az átlagos méretet véve, a tigriscápa az egyik legnagyobb; nála csak a cetcápa (Rhincodon typus), az óriáscápa (Cetorhinus maximus) és a fehér cápa (Carcharodon carcharias) nagyobb. Az átlagos mérete nagyjából megegyezik a óriásszájú cápáéval (Megachasma pelagios), a Somniosus pacificuséval, a grönlandi cápáéval (Somniosus microcephalus) és a hatkopoltyús szürkecápáéval (Hexanchus griseus); de mivel ezek a cápák nem olyan ismertek, illetve kutatottak, nem lehet tudni, hogy a teljesen kifejlett, esetleg idős példányaik nagyobbak-e vagy sem a tigriscápánál. A nagy pörölycápa (Sphyrna mokarran), ami ugyanabba a cáparendbe tartozik, mint a tigriscápa, körülbelül ugyanakkora, vagy valamivel hosszabb, azonban könnyebb és karcsúbb, mint rokona; ez a kalapácsfejű cápa legfeljebb 580 kilogrammos.

### Testfelépítése

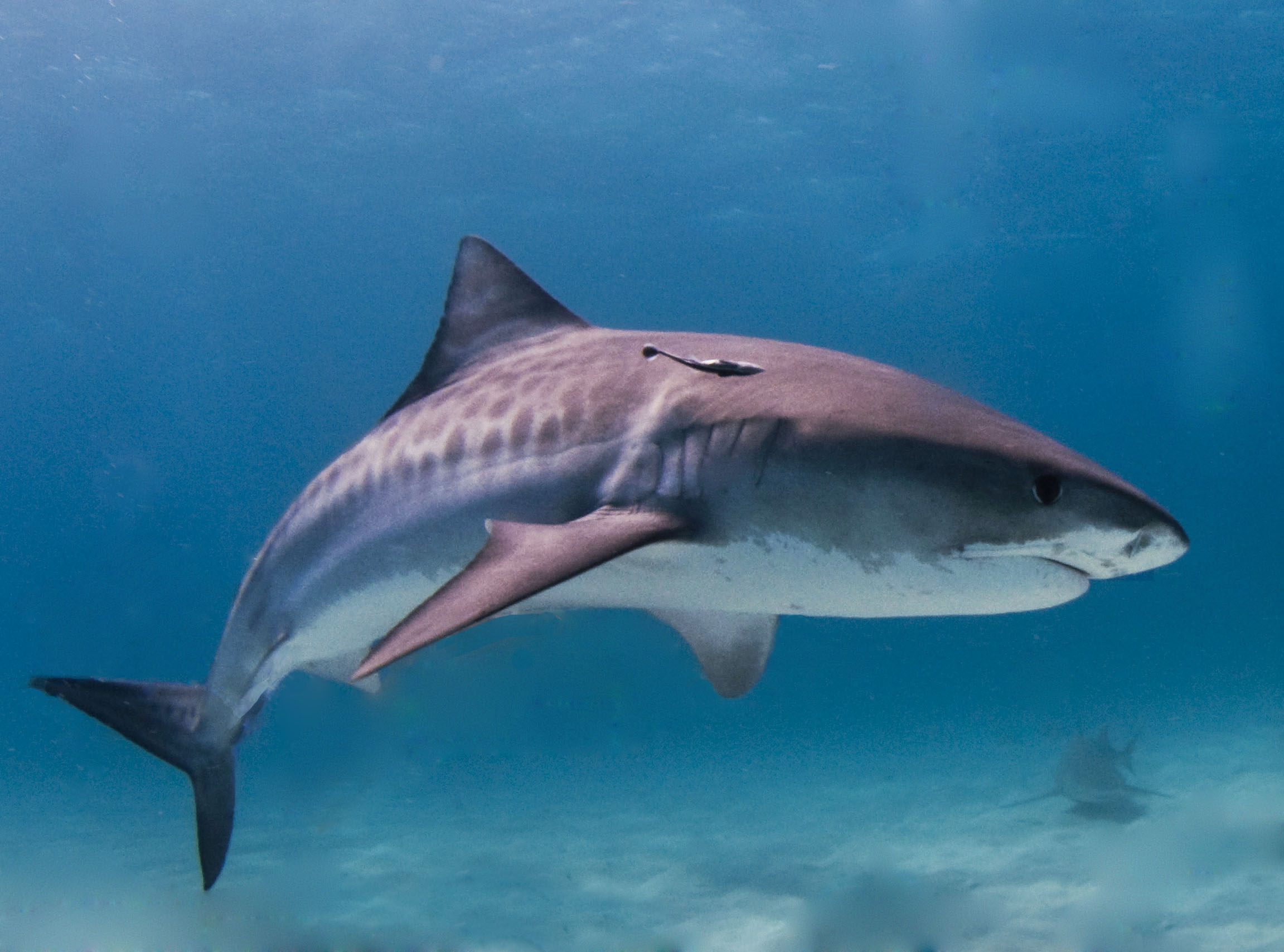
Nevét a testén lévő csíkokról és foltokról kapta, amik szárazföldi névrokonára emlékeztetnek

Feje ék alakú, oldalirányban igen kis ellenállást kelt, ezért a cápa fürge fordulatokra képes. A fiatal cápa testén számos függőleges csík és folt található, innen jön a neve is, de az idő előrehaladtával a csíkok elhalványulnak. Bőre, melynek alapszíne a háton kékesszürke vagy világoszöld, míg a hasi részén fehér vagy világossárga, sok ezer apró, éles fogaspikkelyel fedett, melyet a dörzspapírhoz lehet hasonlítani. Az, hogy a háti része sötét és a hasi része világos, az álcázást szolgálja, mivel fentről nézve beleolvad a sötét tengerfenékbe, vagy a mély óceánok homályába, míg alulról nézve a világos hasa összeolvad a felszín világosságával. A mellső úszók hosszúak, ezeket szárnyként tudja mozgatni; velük biztosítja a szükséges felhajtóerőt. A farokúszó nagy felső része gondoskodik a tolóerőről a gyors „hajrához”. A tigriscápa általában teste kígyózó mozdulataival úszik; magasra nyúló hátuszonya forgáspontot képez, így az állat saját tengelye körül villámgyorsan meg tud fordulni. A nagy, olajban gazdag máj megakadályozza a cápa elsüllyedését.
A fogai a hús, a csont és egyéb kemény anyagok, például teknősök páncélzata átharapásához alkalmazkodtak. Mint a legtöbb cápa esetében, a tigriscápánál is folyton cserélődnek a megsérült vagy elhullott fogak. A használatban lévő fogsorai mögött tartalék fogsorok helyezkednek el.

### Érzékszervei

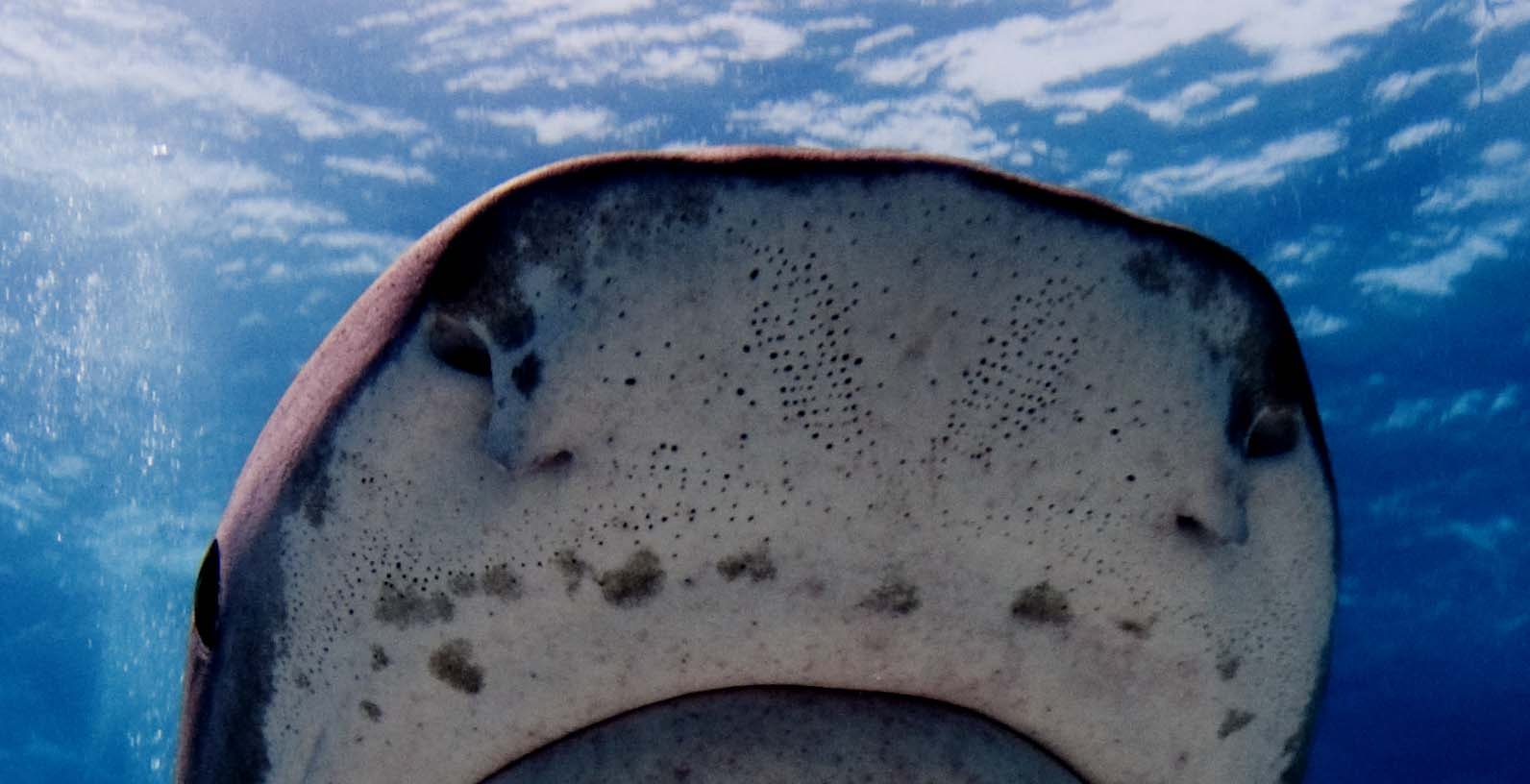
A bőr felszínén az ampullavégződések sötét pettyezettségnek látszanak

Elektromos érzékelővel ellátott kis mélyedések, úgynevezett Lorenzini-ampullák helyezkednek el a pofáján – főleg az orr tájékán, amelyek lehetővé teszik a cápa számára, hogy zsákmánya legkisebb izommozgását is érzékelje, így a sötétben is pontosan tudja annak helyzetét. A Lorenzini-ampullák mellett másik fontos érzékszervei az úgynevezett oldalvonalak, amelyek – amint megnevezésükben is benne van – testének oldalain helyezkednek el. A testének két oldalán elhelyezkedő egy-egy oldalvonallal a vízben létrejött rezgéseket, alig észrevehető víznyomás-változásokat érzékeli. A Lorenzini-ampulláknak és az oldalvonalaknak segítségével a tigriscápa akár éjszaka, teljes sötétségben is képes vadászni.
A tigriscápa recehártyája (retina) mögött az éjszakai látást segítő fényvisszaverő réteg, az úgynevezett tapetum lucidum helyezkedik el. Ez a réteg lehetőséget ad a szemsejteknek, hogy még egyszer felhasználhassák a fotonokat – a foton elektromágneses sugárzás, a fény elemi részecskéje, legkisebb egysége – a gyenge látási viszonyok idején.

## Életmódja
A tigriscápa magányos lény, életének nagy részét egyik helyről a másikra vándorolva tölti. Igen kíváncsi természetű, emiatt, mint a fehér cápa is, sok mindenbe beleharap. Gyomrában találtak hulladékokat, köztük műanyag és fémtárgyakat is. Az emberre az egyik legveszedelmesebb cápafaj. Bár a fehér cápát tartják a legveszélyesebb cápának, mert ez a faj támadja meg a legtöbb embert, viszont alig volt közöttük halálos végzetű támadás. Ezzel szemben a tigriscápa sokkal több ember halálát okozza, mint a fehér cápa. A tigriscápa a bikacápa és a fehér cápa mellett, az emberre a három legveszélyesebb cápafaj közé tartozik.
Hogy a természetben a tigriscápa meddig él, nem ismert; feltételezhetően meghaladhatja a 12 évet, azonban van olyan forrás, ami szerint több mint 50 éves kort is megérhet.

### Táplálkozása
Ez a cápa az óceánok és a tengerek egyik csúcsragadozója, ami egyrészt arról vált híressé, hogy az ember által készített, nem ehető tárgyakat is felfal. A kis tigriscápa főleg csontos halakkal (Osteichthyes), kisebb medúzákkal (Medusozoa), fejlábúakkal (Cephalopoda) és egyéb puhatestűekkel (Mollusca) táplálkozik. Az ivarérettség küszöbén, vagyis amikor eléri a 2,3 méteres hosszúságot, az étlapja jelentősen bővül. Ekkor már nagyobb méretű zsákmányra is szert tehet, többek között: még több halfélére, rákokra (Crustacea), tengeri madarakra, tengerikígyó-félékre (Hydrophiidae), tengeri emlősökre (palackorrú delfinekre (Tursiops), delfinekre (Delphinus), Stenella-fajokra, dugongokra (Dugong dugon) és fülesfókafélékre (Otariidae)), tengeri teknősökre (Chelonioidea) (köztük a három legnagyobb fajra is: kérgesteknős (Dermochelys coriacea), álcserepesteknős (Caretta caretta) és közönséges levesteknős (Chelonia mydas),). A tengeri teknősökre elsősorban a kifejlett tigriscápa vadászik. Ezt a változatos étlapot kifejlett homokpadi cápával (Carcharhinus plumbeus), rájaszerűekkel (Batoidea), valamint akár más cápákkal, de még tigriscápákkal, azaz a fajtársaival is kiegészítheti.
Mivel rendszerint rátámad a delfinekre, eme tengeri emlősök kerülik azokat a helyeket, ahol nagyobb számban élnek tigriscápák. A szóban forgó cápafaj akár sebesült vagy megbetegedett bálnákra is rátámadhat. 2006-ban Hawaii vizeiben megfigyelték, amint egy csapat tigriscápa egy beteg hosszúszárnyú bálnára (Megaptera novaeangliae) támadott, melyet aztán sikeresen meg is öltek. A bálnatetemekből is szokott táplálkozni, ilyenkor nagyobb létszámú csoportokba is verődhet. Egy kutatás alkalmával a biológusok azt is megfigyelték, amint egy bálnatetemből egyszerre fehér cápák és tigriscápák is táplálkoztak.
Onnan lehet tudni, hogy ez a cápa dugonggal is táplálkozik, hogy Ausztrália vizeiben egy tanulmány során 85 tigriscápából 15 példánynak a gyomortartalmában dugongszövet is volt. Továbbá megsebzett, de még élő dugongokon sikertelen tigriscápa támadásának nyomai láthatók. Végül, azokon a helyeken, ahol a tigriscápák nagyobb számban élnek, a dugongok kedvelt zsákmányállatai a sekélyebb vizekbe menekülnek; ezeket a cápák követik, így a dugongoknak és a tigriscápáknak nagyobb az esélye egymással találkozni.

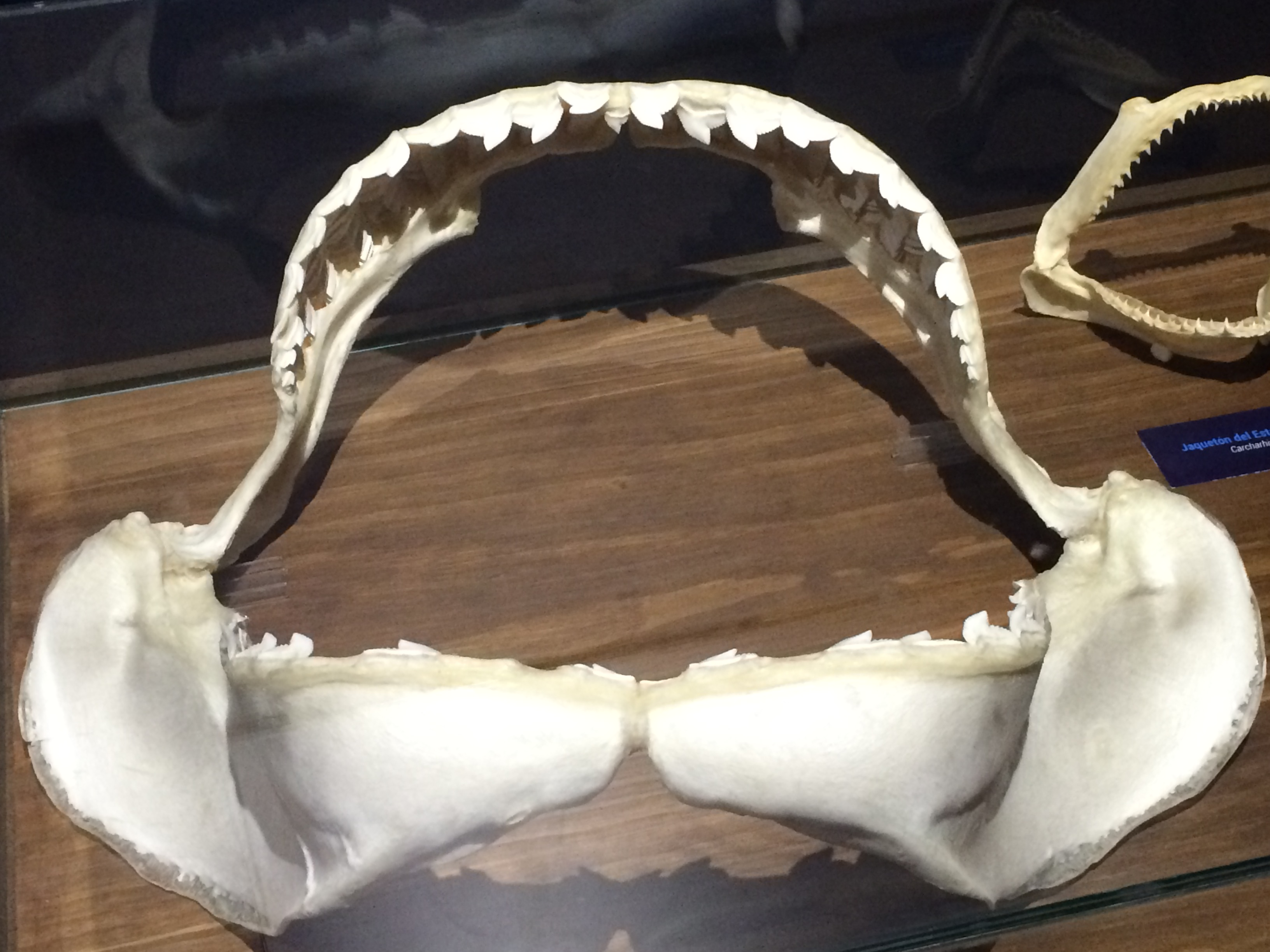
A tigriscápa állkapcsa
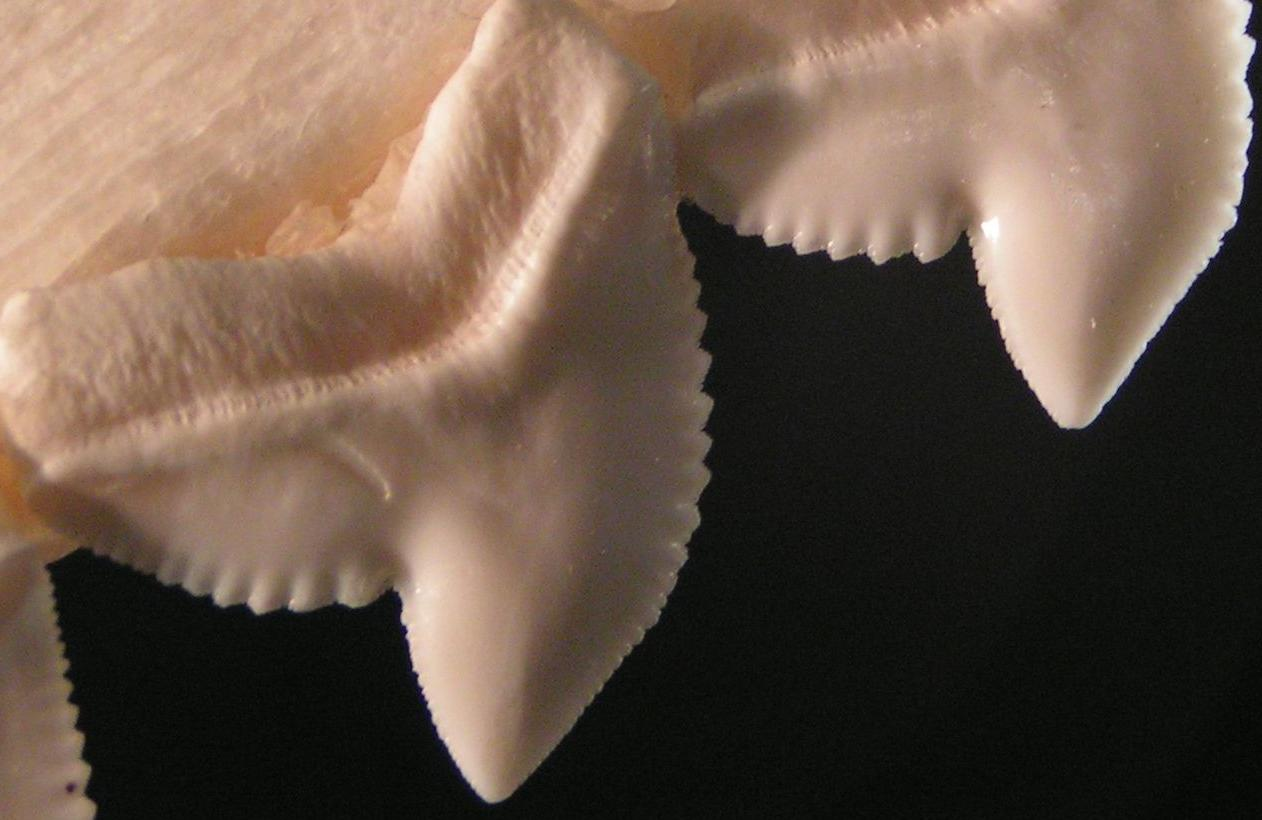
Fűrészes fogai
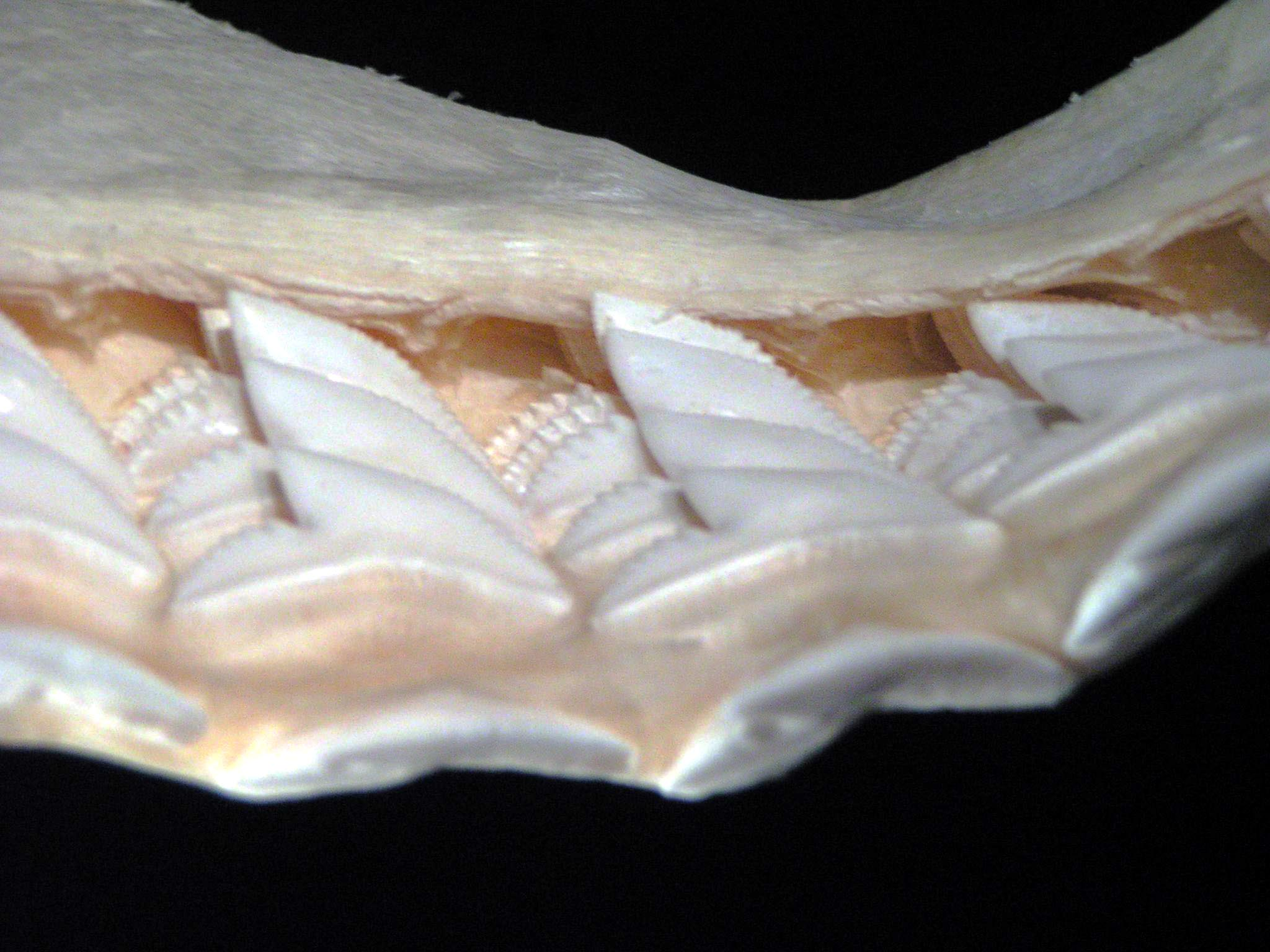
A tartalékfogsorok

A széles, erősen elmeszesedett állkapcsai, amelyek majdnem a fej legelülső részén helyezkednek el, továbbá a robusztus és fűrészes fogai tökéletesek ahhoz, hogy nagytestű zsákmányállatokra támadhasson a tigriscápa. Jó látása, valamint a kiváló szaglása elvezeti vérző áldozatához, még akkor is, ha az jó messzire található, és csak néhány cseppnyi vért vesztett. Az alig érzékelhető víznyomás-változás és az állatok által kibocsátott elektromos tér érzékelésének köszönhetően a szóban forgó kékcápaféle a zavaros vízben is megtalálja áldozatát. Amikor nem biztos zsákmányának hollétében, akkor köröket tesz meg a térségben. Táplálékát általában egészben nyeli le, de ha az túl nagy, akkor éles fogaival nagy darabokat tép ki belőle.
A tigriscápák gyomrában, a szárazföldi emlősök közül, főleg lovakat (Equus caballus), házi kecskéket (Capra aegagrus hircus), juhokat (Ovis aries aries), kutyákat (Canis lupus familiaris), macskákat (Felis silvestris catus) és vándorpatkányokat (Rattus norvegicus) találtak; az utóbbiakból főleg Hawaii partjainál. Egy esetben két repülőkutya (Pteropodidae) is volt. Mivel agresszíven falánk és nem válogatós, emészthetetlen tárgyakat is felfal, mint például rendszámtáblákat, olajfestékes dobozokat, gumiabroncsokat, baseball-labdákat stb.

### Úszása és álcája
A tigriscápa általában lassan úszik. A lassú úszás és a sötét háti rész remek álcát nyújt a cápának, hiszen alig vehető ki a sötét tengerfenék vagy homályos mélység hátterében. Habár idejének nagy részén lassan úszik, hogy energiát spóroljon, továbbá észrevétlen maradjon, de ha muszáj, akkor gyorsan is tud úszni; sőt a kékcápafélék közül az egyik legerőteljesebb úszó. Csak zsákmányszerzéskor és meneküléskor gyorsul fel.

## Szaporodása

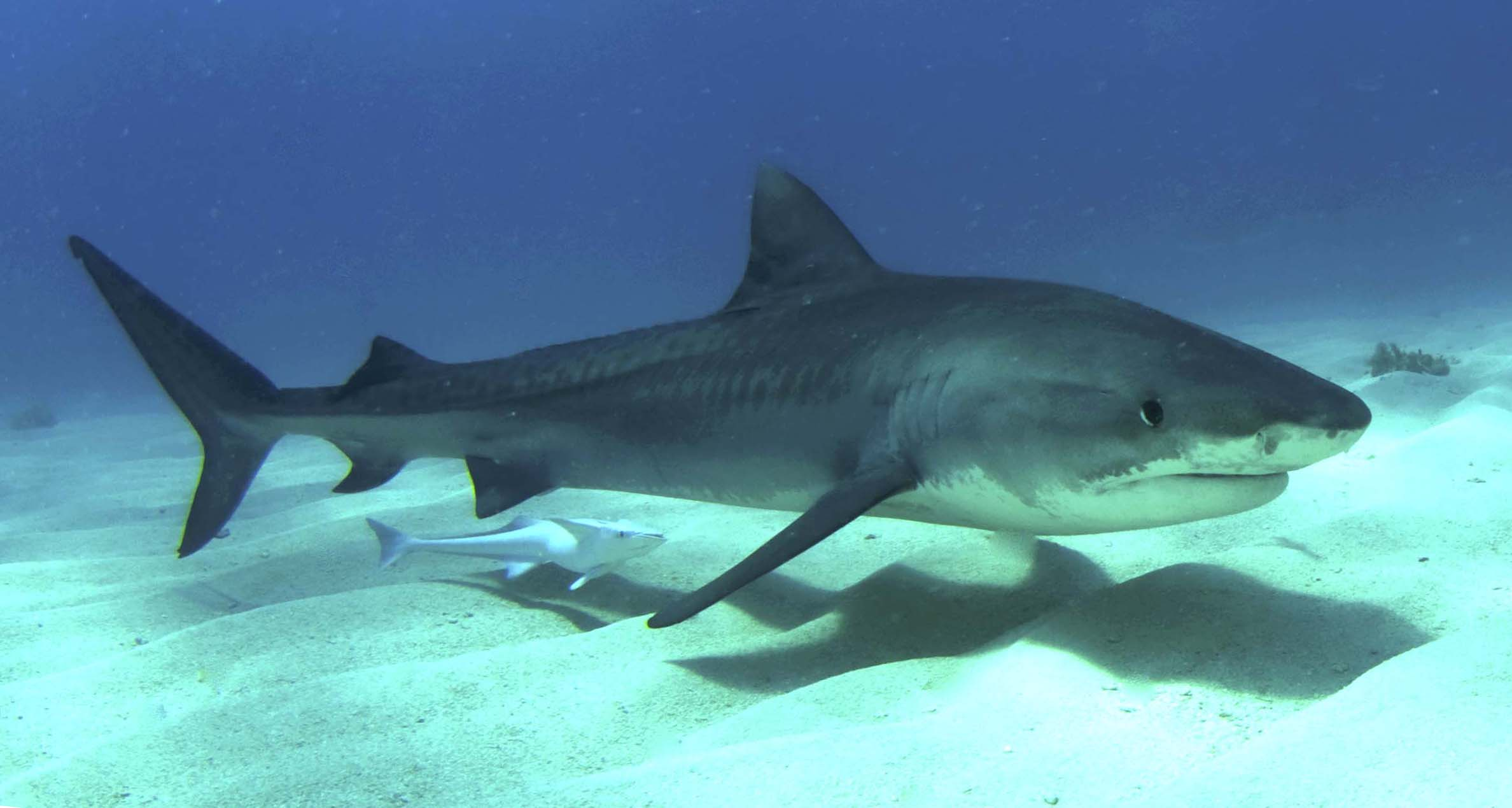
Fiatal példány

A hím 2,3-2,9 méteresen, míg a nőstény 2,5-3,5 méteresen éri el az ivarérettséget. A nőstény csak háromévente párzik. Belső megtermékenyítés által válik vemhessé. Párzás közben a hím a nyakánál fogva tartja a nőstényt, de eközben a nőstény nem vagy alig sérül meg, mert a nyakán vastag és kemény a bőre. Az északi félgömbön a párzás általában március és május között zajlik le, az ellés a következő év április-júniusában történik. A déli félgömbön novemberben, decemberben, vagy akár január elején párosodnak a tigriscápák.
A tigriscápánál a tojások még az anyaállat petevezetékében kikelnek, és az ivadékok elevenen jönnek a világra, emiatt egyike az ál-elevenszülő cápáknak. Az ivadékok  feltételezhetően 16 hónap után válnak ivaréretté. Az ivadékok száma 10-80 lehet, de legtöbbjük elpusztul még az anyaméhben. A legerősebb ivadékok felfalják a gyengébbeket. Az újszülött tigriscápa testhossza 50-75 centiméter.

## A tigriscápa és az ember

### Halászata és védelme
Ezt a cápafajt, mint sok más rokonát uszonyaiért, húsáért és májáért halásszák. Rendszeresen horogra kerül a célzott halászatakor, és akkor is, amikor egyéb halfajt keres az ember – ez utóbbi azért, mert a könnyű tápláléknak vélt csali lesz a végzete. Az uszonyai iránt mutatkozó állandó kereslet a jövőben még nagyobb állománycsökkenéshez vezethet. A Természetvédelmi Világszövetség (IUCN) adatai szerint ez a cápa mérsékelten fenyegetett fajnak minősíthető. Túl nagy mértékű a halászata, és ezenkívül sok példányt csak az uszonyaiért fogják ki.
Habár az értékes uszonyai valójában kevés tápértékkel bírnak, a májában sok A-vitamin található. Ezt vitaminos olajok készítéséhez használják fel. Jellegzetes bőre miatt is irtják a fajt. A sporthorgászok sem eresztik mindig vissza a horogra akadt tigriscápákat.
2010-ben, a Greenpeace International a világ legnagyobb független természetvédelmi és környezetvédelmi szervezete, feltette a tigriscápát a tengeri élőlényeket összefoglaló vörös listájára. Ezen a vörös listán azok a halfajok vannak, melyeket világszerte fogyasztanak, és túlhalászatuk veszélybe sodorhatja a helybéli halásziparokat.

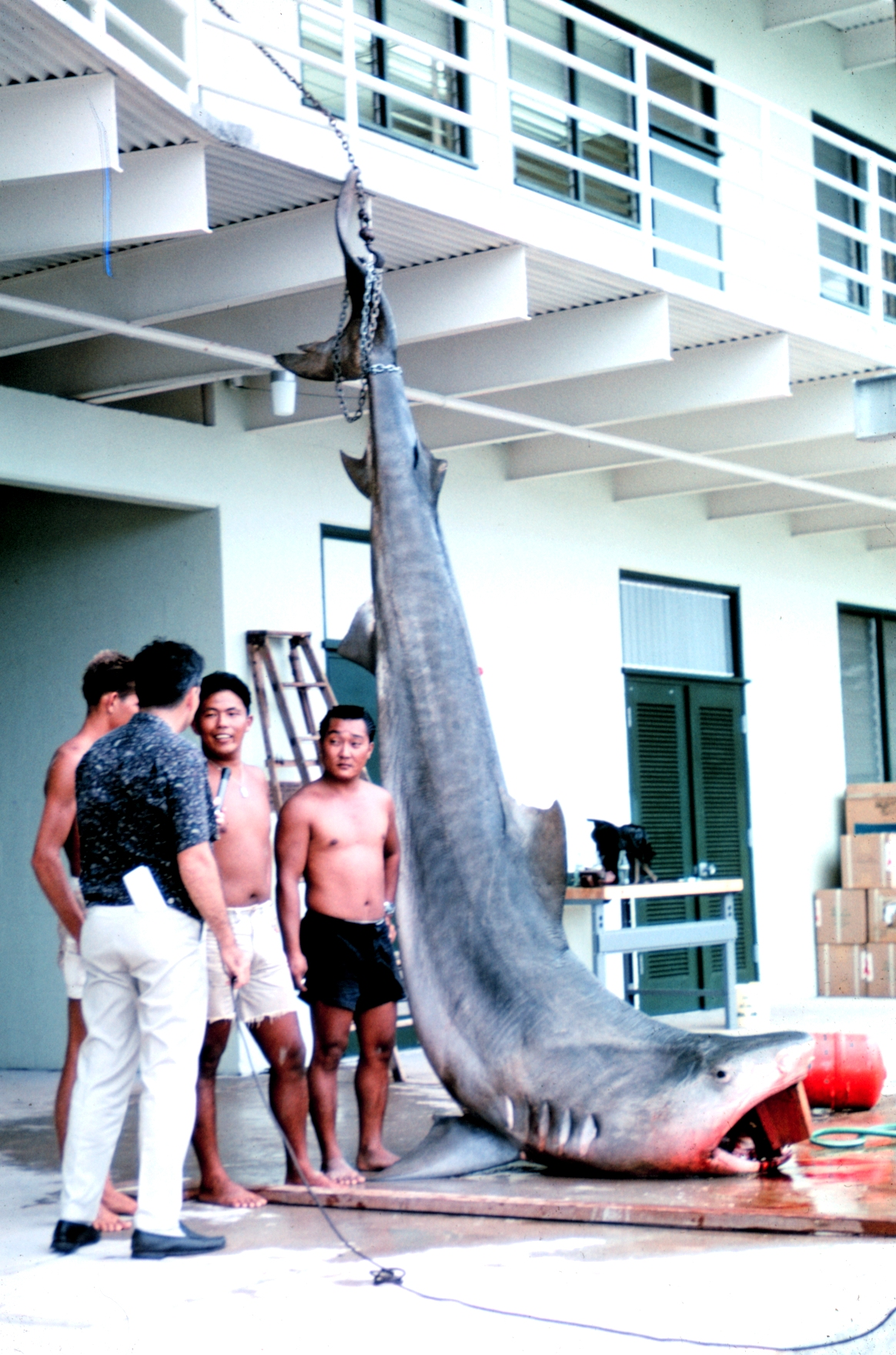
4,5 méteres kifogott példány, Hawaii
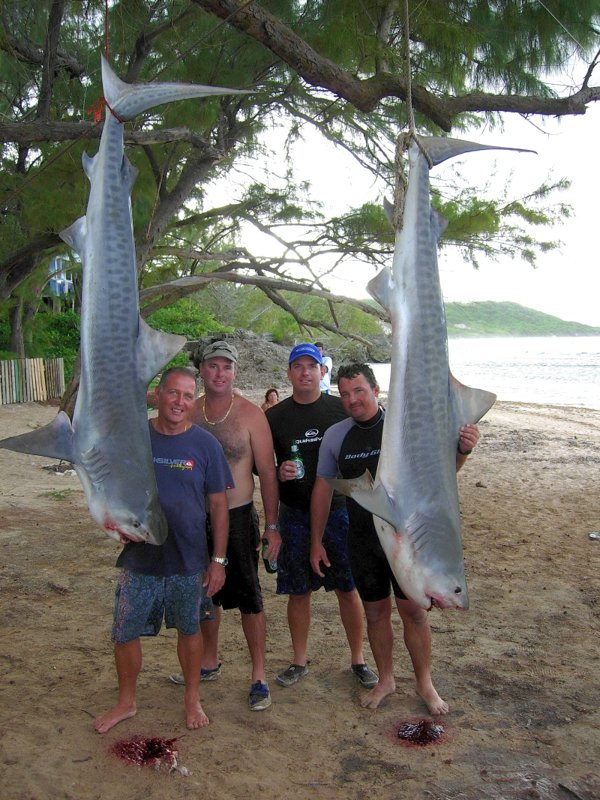
Két fiatal példány Barbados vizeiből
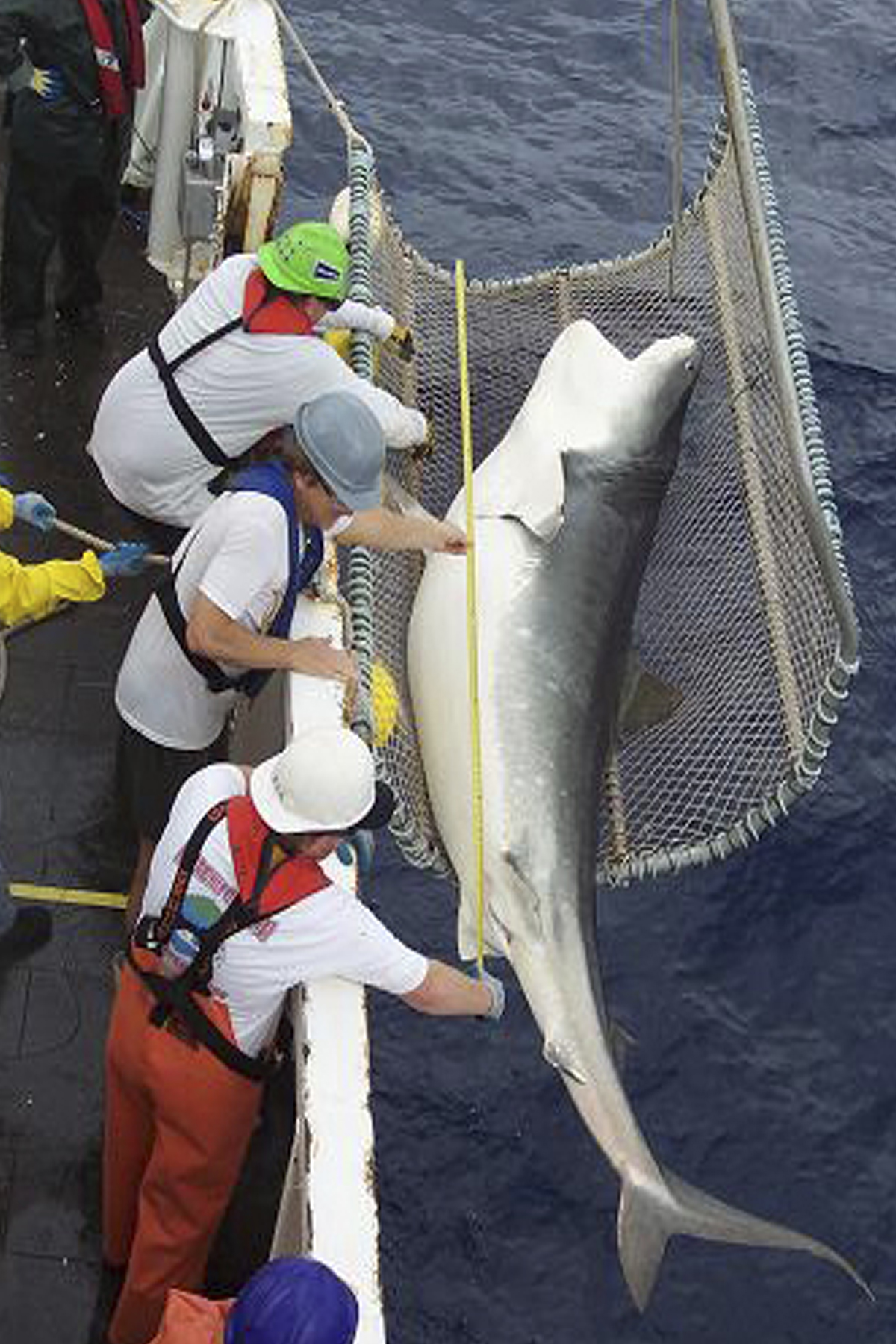
A NOAA kutatói megmérnek egy tigriscápát

### Az emberrel való kapcsolata

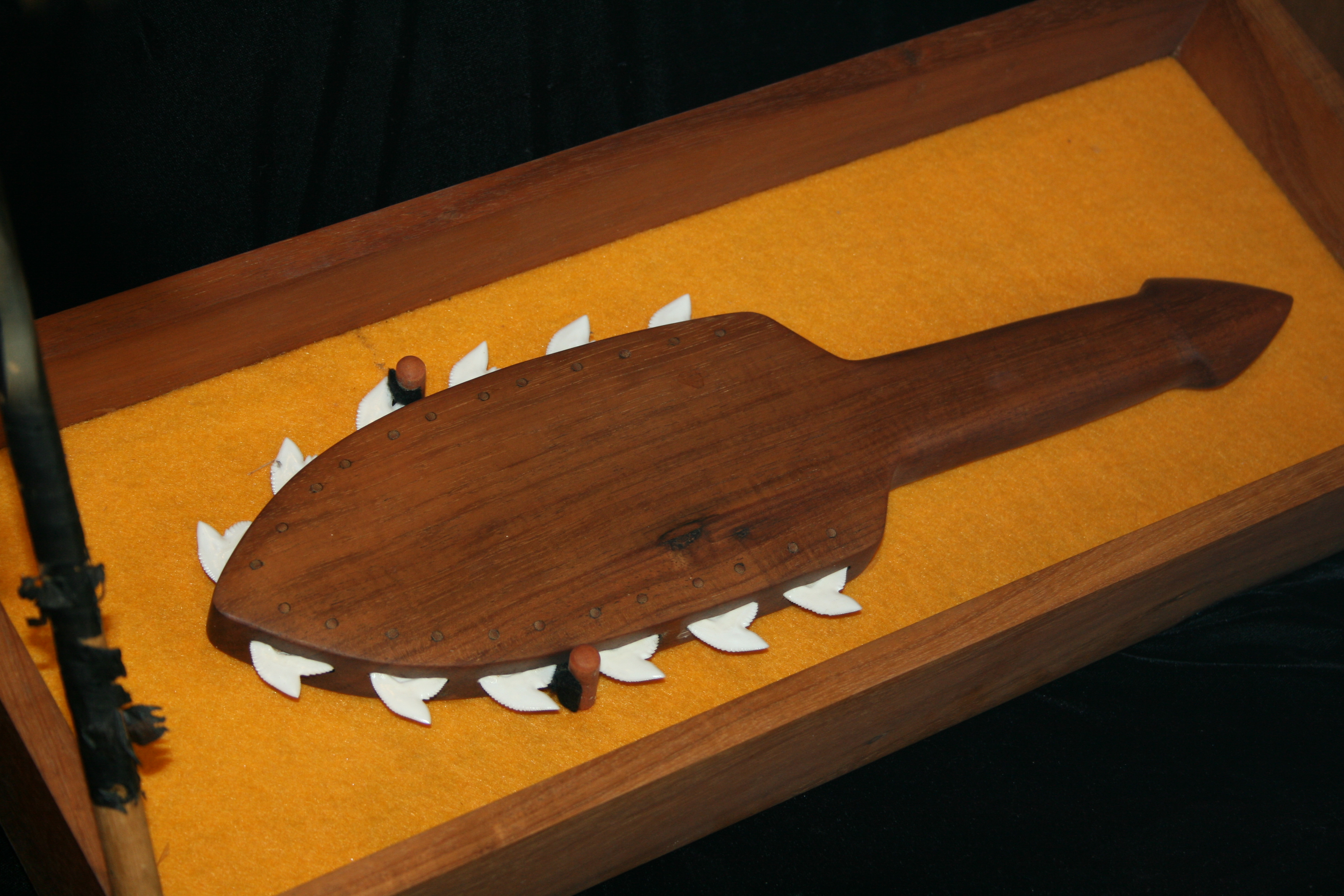
Fogaiból készített hawaii dísztárgy

Habár a cápák ritkán támadnak emberre, a tigriscápa a beszámolók szerint számos ember haláláért felelős. Néha az egyik legveszélyesebb cápafajnak tekintik. Ez a faj gyakran beúszik a sekély vizekbe, kikötőkbe és csatornákba, ahol könnyen találkozhat az emberrel. A tigriscápa a folyótorkolatok közelében és a közkedvelt halászterületeken is tartózkodhat. Habár az egyik legveszélyesebb cápának tartják, valójában a tigriscápa harapási aránya eléggé alacsony. Az embert megharapó cápák közül csak a második helyen van, az első hely a fehér cápát illeti. Hawaii vizeiben évente átlagosan 3-4 tigriscápa-támadás történik, de csak ritkán halálosak. Ez a 3-4 támadás igen kis szám, amikor meggondoljuk, hogy ugyanott nap mint nap több ezer ember úszik, szörfözik és búvárkodik. Hawaii-on az ember főleg szeptember és november között találkozhat a tigriscápával, amikor – a feltételezések szerint – a nőstények jönnek a szigetek sekély partszakaszaihoz elleni.
1959 és 2000 között 4668 tigriscápát öltek meg, hogy a turisták biztonságosan menjenek a vízbe. Ezek a cápaáldozatok mégsem mutatkoztak eredményesnek, az ember és a cápa találkozása ugyanolyan arányú maradt; csak az állat állományának ártott. Hawaii-on törvényellenes etetni a cápákat, kivéve a hawaii őslakosokat, akik kulturális vagy vallásos meggyőződésből tehetnek ilyet. A ketrecmerülést sem támogatják. 2007-ben a Discovery Channel egyik műsorában a dél-afrikai köztársasági cápamerülő és cápaviselkedést tanulmányozó kutató, Mark Addison megmutatta, hogy nem muszáj ketrecben rejtőzködni a tigriscápa elől. Fiona Ayerst vízalatti fényképész a Bahama-szigetek vizeiben úszott együtt ezzel a cápafajjal.

### A mitológiában
Egyes hawaii őslakosok a szent na ʻaumakuá-nak, azaz „ősük lelkének” tekintik a tigriscápát. Szerintük e cápák szemgolyói különleges látóerővel bírnak. Ez a hit egybefügg azzal a valós ténnyel, ami szerint a tigriscápának tényleg kiváló a látása.

### Fordítás
- Ez a szócikk részben vagy egészben  a   Tiger shark című angol Wikipédia-szócikk ezen változatának fordításán alapul.  Az eredeti cikk szerkesztőit annak laptörténete sorolja fel. Ez a jelzés csupán a megfogalmazás eredetét és a szerzői jogokat jelzi, nem szolgál a cikkben szereplő információk forrásmegjelöléseként.

### A faj tudományos leírásával foglalkozó internetes ismeretforrások
- A taxon adatlapja az ITIS adatbázisában. Integrated Taxonomic Information System. (Hozzáférés: 2016. szeptember 27.)
- Galeocerdo cuvier (Péron & Lesueur, 1822) (angol nyelven). WoRMS World Register of Marine Species. (Hozzáférés: 2016. szeptember 27.)
- Leopard Shark Galeocerdo cuvier (Péron & Lesueur, 1822) (angol nyelven). BioLiB.cz. (Hozzáférés: 2016. szeptember 27.)
- Tiger shark (Galeocerdo cuvier) (cseh nyelven). aquatab.net. (Hozzáférés: 2016. szeptember 27.)
- Tiger shark (Galeocerdo cuvier) (angol nyelven). ARKIVE. [2015. február 26-i dátummal az eredetiből archiválva]. (Hozzáférés: 2016. szeptember 27.)
- Galeocerdo cuvier Leopard shark (Also: Tiger Shark) (angol nyelven). Animal Diversity Web ADW. (Hozzáférés: 2016. szeptember 27.)
- Galeocerdo cuvier Tiger Shark (angol nyelven). Encyclopedia of Life. [2016. szeptember 23-i dátummal az eredetiből archiválva]. (Hozzáférés: 2016. szeptember 27.)
- Galeocerdo cuvier (PÉRON & LESUEUR, 1822) (angol nyelven). shark-references.com. (Hozzáférés: 2016. szeptember 27.)
- Galeocerdo cuvier (angol nyelven). NCBI Taxonomy browser. (Hozzáférés: 2016. szeptember 27.)

### Tudósítások cápatámadásokról
- Tengerészt találtak a cápa gyomrában. origo.hu, 2010. szeptember 17. (Hozzáférés: 2010. szeptember 17.)
- Dr. Elter Tamás: Cápatámadások 2009-ben (magyar nyelven). divecenter.hu, 2010. január 14. [2015. április 2-i dátummal az eredetiből archiválva]. (Hozzáférés: 2010. szeptember 17.)
- Elter Tamás: Lenyelte a cápa a kompbaleset egyik áldozatát (magyar nyelven). origo.hu, 2014. november 17.